# 先嗇宮
25°03′02″N 121°28′34″E / 25.050496°N 121.475982°E
先宮，是位於臺灣新北市三重區二重埔五谷里的神農廟，廟身被列為新北市文化資產，擁有北臺灣最大的花磚牆，其祭祀圈還作為三重與蘆洲的行政分界。一般俗稱五穀王廟，「五穀王」也是當地的地名。

## 沿革
二重埔早期為平埔族群武勞灣社的漁獵場所。後來因新莊人口擁擠，移民沿淡水河北邊搬遷，依離新莊的遠近與開墾順序，陸續開闢了頭重埔、二重埔、三重埔。乾隆十年（1745年），李姓先民來二重埔開墾，民眾從福建恭請神農大帝神像奉祀。當時墾民依靠沙洲一帶耕作的田，所以拜起此農神來。乾隆二十年（1755）元月十一日建此廟於三崁店，為今新莊區交界大漢溪畔，約金陵女中後方，取名「五穀先帝廟」，又名「五谷王廟」。因屢遭大漢溪水患，遷建於五穀王村。道光三十年（1850年）年由地方仕紳林茂盛倡議重建，擴建成兩殿。由林本源家族、林順成等人捐建，名字刻於重建碑、木刻詩籤版上。
日治時期改名為「先嗇宮」。「先嗇」之名取自八蜡的農業神之一，排首位，也就是神農氏。大正十四年（1925年），林清敦邀集李種玉、李聲元、黃論語、蔡雍、鄭根木等保正仕紳再度集資重建。
戰後時期廟址為五谷王北街77號，屬五谷里。1954年12月6日補修竣工。1972年，地方信徒集資，進行屋頂部分修繕。1976年10月動工新建地下一層及地上三層的建築，每層建坪約90坪，耗費500餘萬元，其中370萬由廟方董事長連清傳代墊，但因位於洪水平原管制區，涉及違建案被警方查報遭勒令拆除。1982年增建後殿。
因年久失修，寺廟建築多處受損，於是2001年11月12日舉行施工棚架動土典禮，文化局秘書俞鴻村、廟方董事長李乾龍等人主持。整體修繕在2004年2月動工。由符宏仁建築師事務所規畫、監造，慶洋營造有限公司以3000多萬元承包，剪黏部分有95％換新並材質從玻璃改變成陶碗片。同年12月29日，二百周年紀念碑完工，原文乃顧問曹秋圃撰書。整修在同年竣工，12月31日舉行安座大典，中國國民黨主席連戰、臺北市市長馬英九及臺北縣代理縣長林錫耀參與。

## 資產
1998年5月7日，受文建會委託評定國家指定古蹟的尹章義、王啟宗、黃富三、周宗賢、徐裕健、賴志彰、趙工杜等人來此廟參觀，由董事長李乾龍帶領，介紹廟中林旭初、張書紳、陳維英、陳維菁、李種玉、羅秀惠等人的石柱聯文、及一尊有兩百多年的神農大帝神像。後，該年廟宇被列為三級古蹟。

### 對場作
先嗇宮建築形制，堪稱全臺灣現存對場作最明顯建築，主要由前殿、正殿、後殿、東西護室等組成。據李乾龍表示，當時（1925年）先嗇宮重修工程，兩派爭取承攬，於是廟方決定讓雙方同時施作。虎邊由陳應彬率黃龜理製作；龍邊乃吳海桐率王款施工。
大門兩側門聯上方各有一隻蝙蝠，就看出不同造形。虎邊的螭虎窗有兩隻螭虎的虎尾相對，龍邊則虎頭相對。前步口龍邊附壁架上製獅座，虎邊則為夾筒。進去後，在迴廊、斗拱、懸掛在橫梁的花籃、鳳凰等等，只要是石雕、木雕，左、右兩側呈現的就是風格迥異的藝術。像是棟架上獅座龍邊為杏眼、昂首、側腿、左掛彩，球尾部有三隻少獅；虎邊的石獅右掛綵球露出尾端獅毛，並置人物兩尊。
兩派工匠的競爭也衍生趣事，當時唐山（中國福建省）師傅在廟門旁雕刻一位有鬍子的僕僮跪迎主人，但臺灣師傅認為有影射、貶抑他們之意，雙方鬧僵，後來才把僕僮鬍子刻除。1990年代末，傳說廟宇的屋瓦掉落，廟方發現屋瓦內藏著一張畫有鳥啄人眼的符咒，被認為是詛咒臺灣師傅。
此外，1925年整修時，廟身石材採用臺北的觀音石，廟壁由一鑿一斧堆砌而成，迥異於中國大陸石材的平整雕法，不規則的斧鑿痕跡反而成為一大特色。

### 匾額
廟方擁有咸豐、光緒年間的古匾，寫有「稼穡維寶」的匾額則為道光年間所贈。
1954年廟方慶祝建廟200周年，孫立人曾致贈一面寫有「聖啟民農」的匾額，懸掛前殿上方，後來孫立人捲入政爭，廟方唯恐遭受波及，將匾額上孫立人署名塗黑。

### 花磚
1925年整修期間工匠在前殿牆面打造四大幅的花磚牆，2013年被報導時是北臺灣最大的花磚牆。寫有《台灣老花磚的建築記憶》一書的康鍩錫，推薦此廟為是入門研究花磚的好地點。收集花磚的徐嘉彬指出，廟方的花磚牆面以花卉為主題，由綠底花磚圍繞著小紅花磚，四周再加長條形的紅花條磚做為畫框，形成百花祈福的樣貌。

### 九龍壁
2004年全面整修時，並請本土陶藝家李國欽在高2.4公尺、寬8.6公尺的正殿後方牆上雕塑九龍壁，2005年2月5日完成龍戲珠的粗坯。製作經費500餘萬元，在2006年5月21日揭幕。

## 祭祀

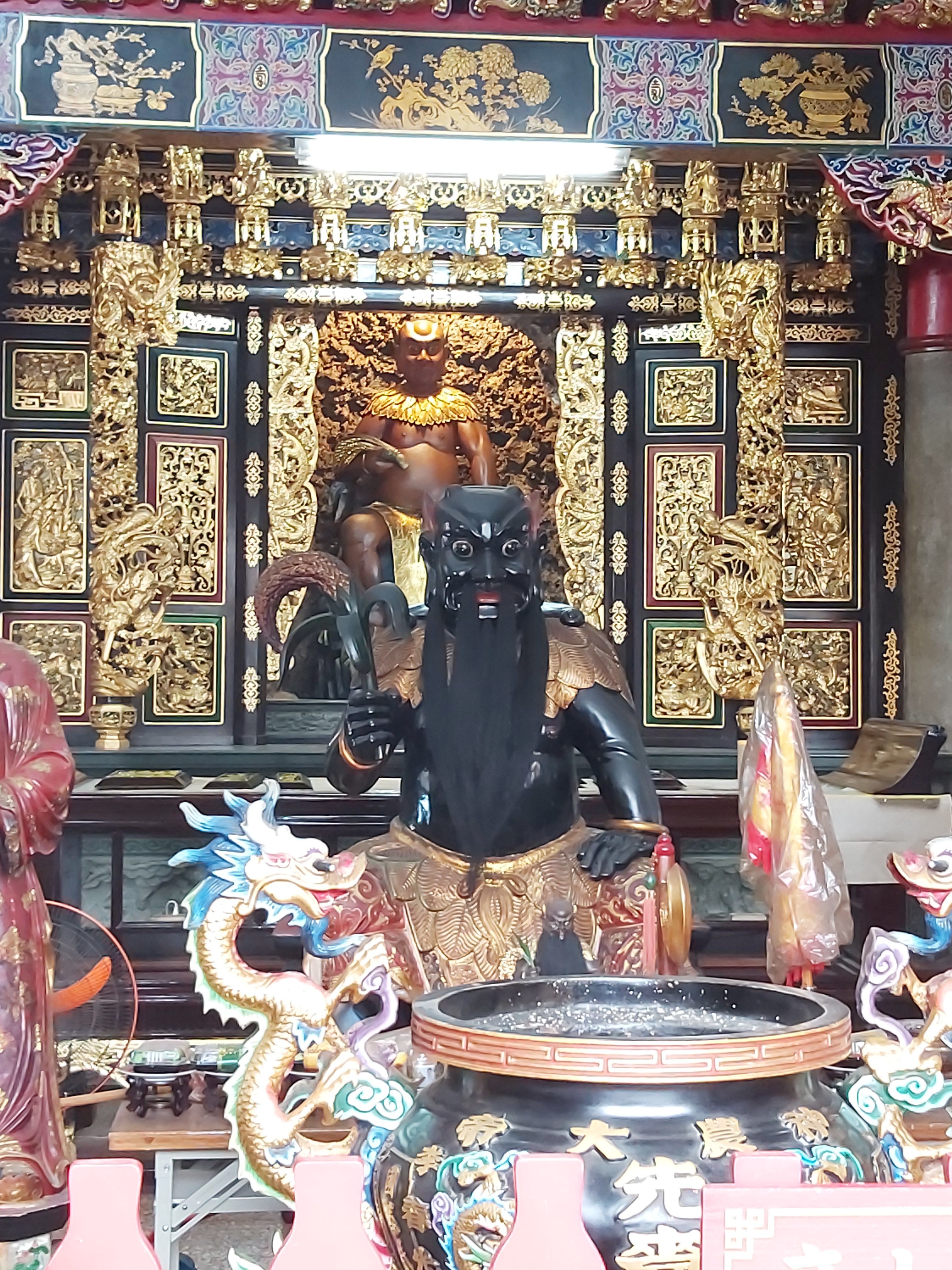
神農大帝

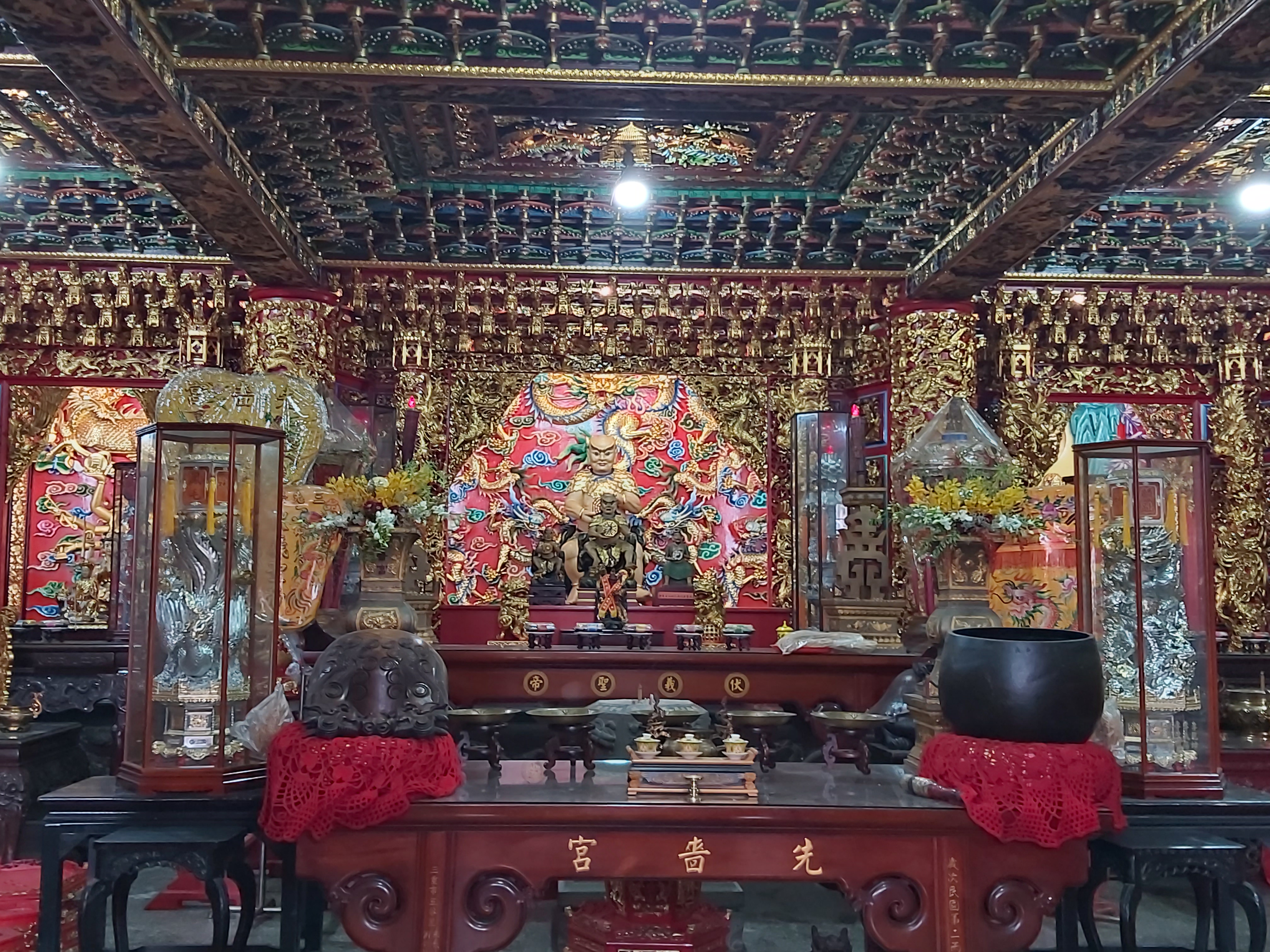
伏羲聖帝

主祀神農大帝，配祀文昌帝君、註生娘娘、伏羲大帝、延平郡王、九天玄女、保生大帝、天上聖母等。正殿奉祀神農、偏殿奉祀文昌帝君與註生娘娘、後殿二樓奉祀軒轅黃帝。廟內一尊翡翠所雕的天上聖母（媽祖）神像是大甲鎮瀾宮的分靈。

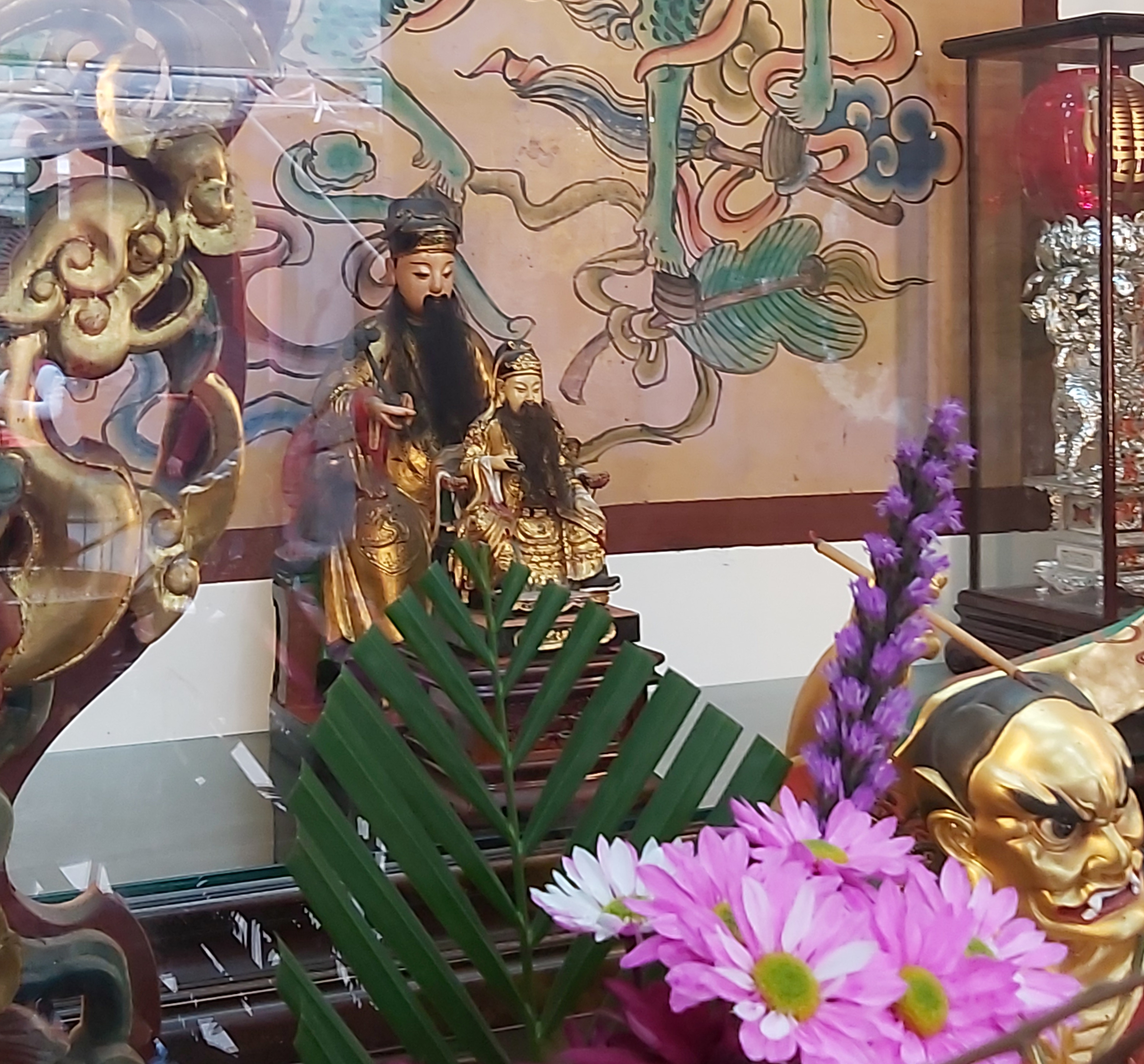
文昌帝君
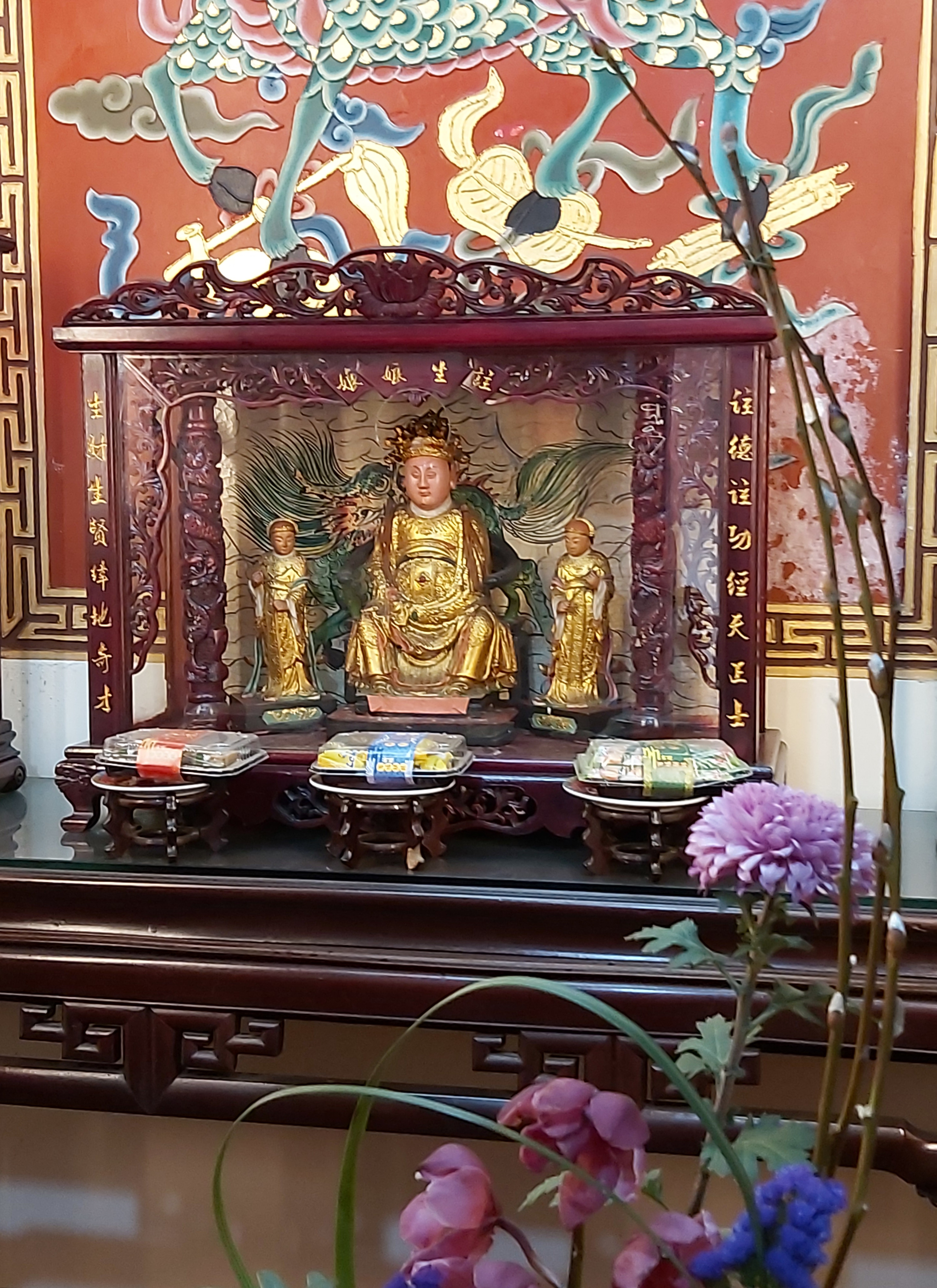
註生娘娘
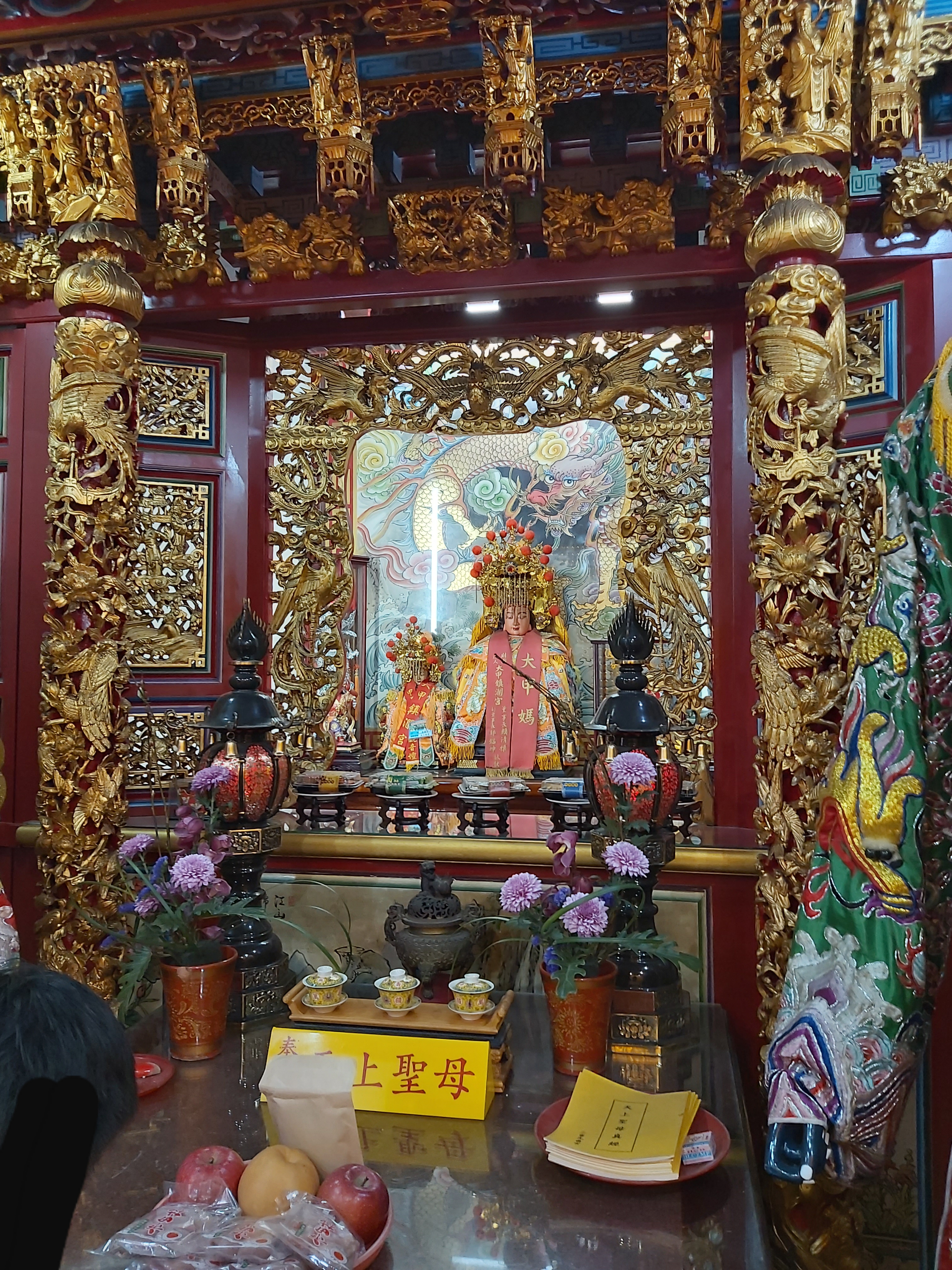
天上聖母
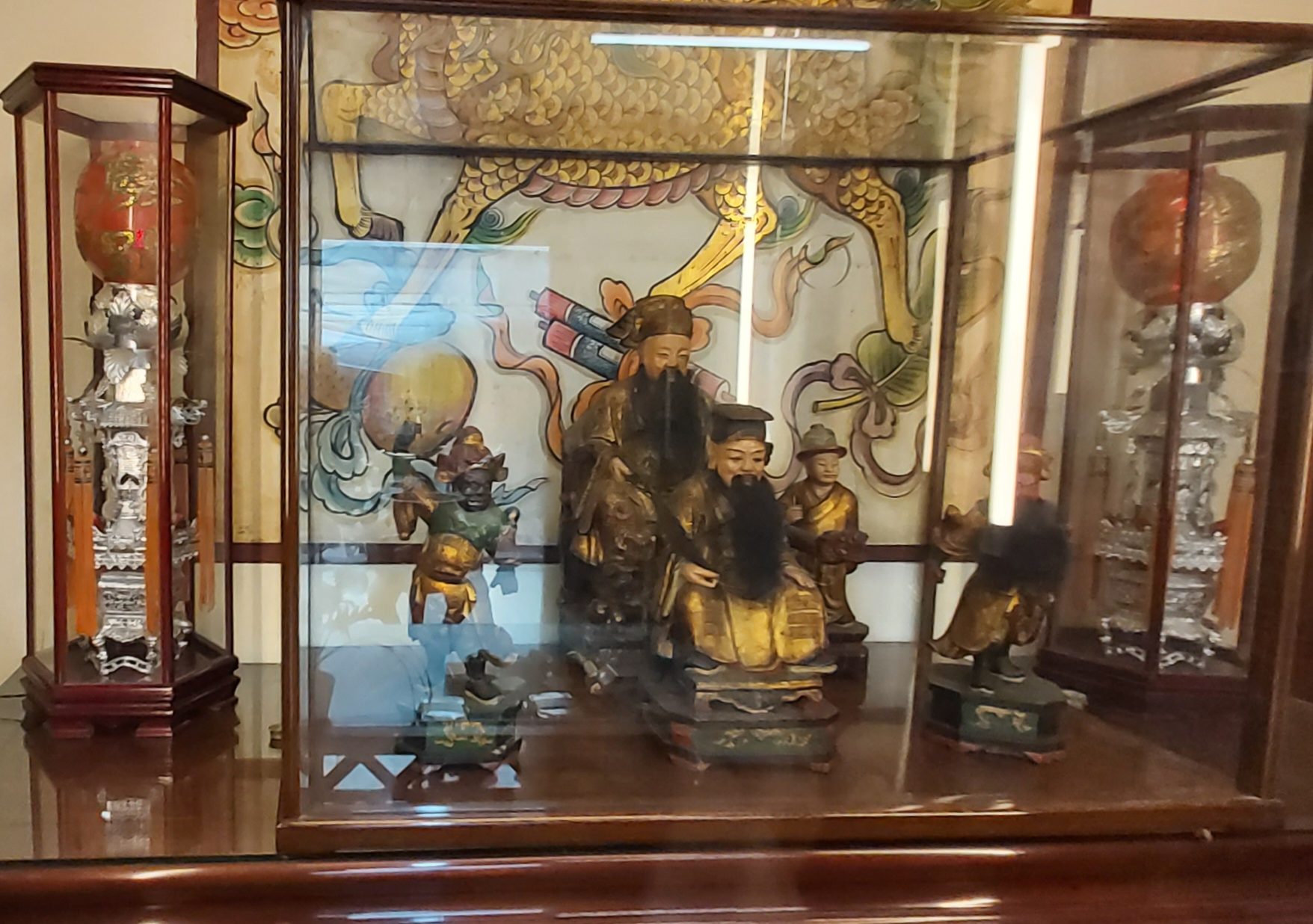
延平郡王
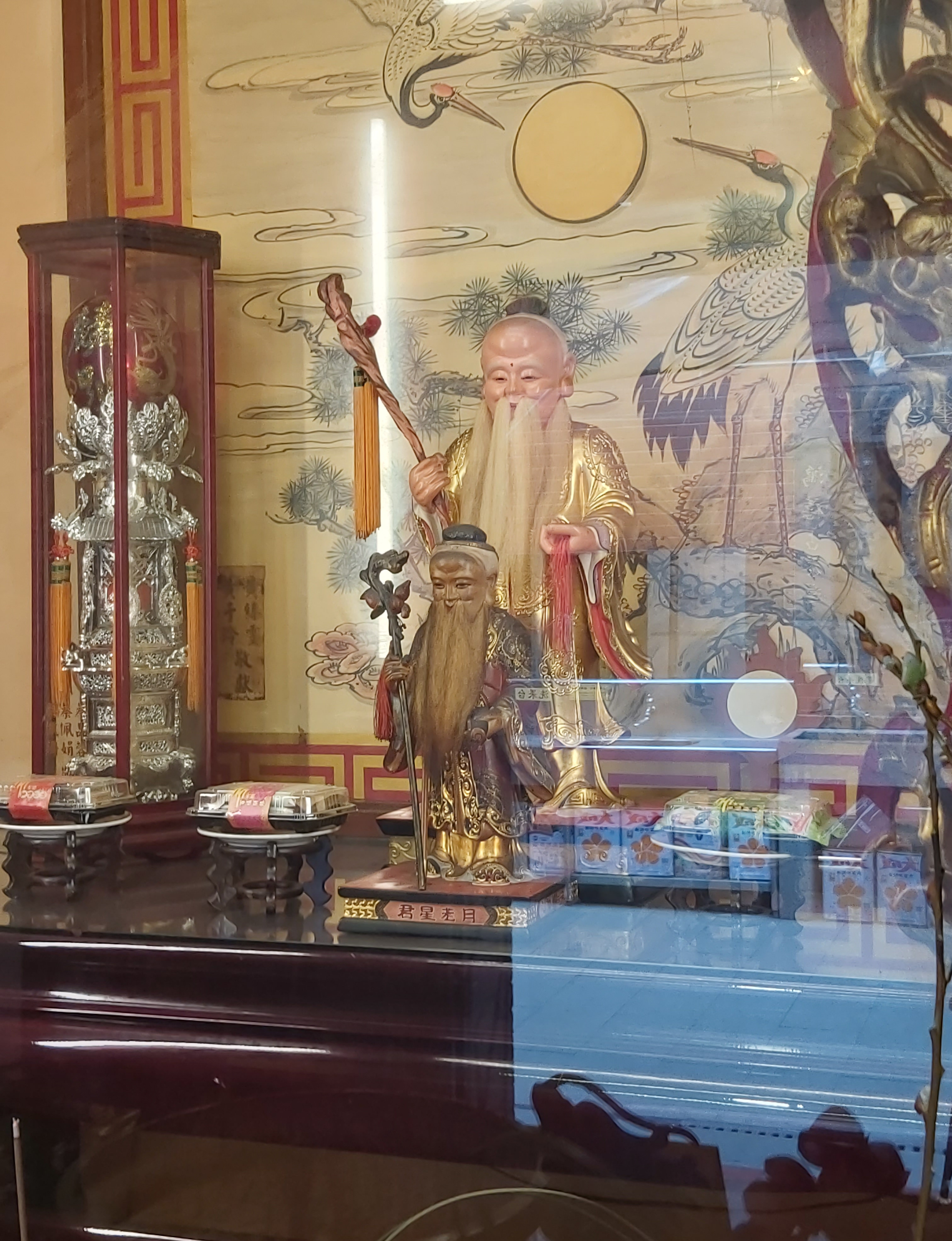
月老星君

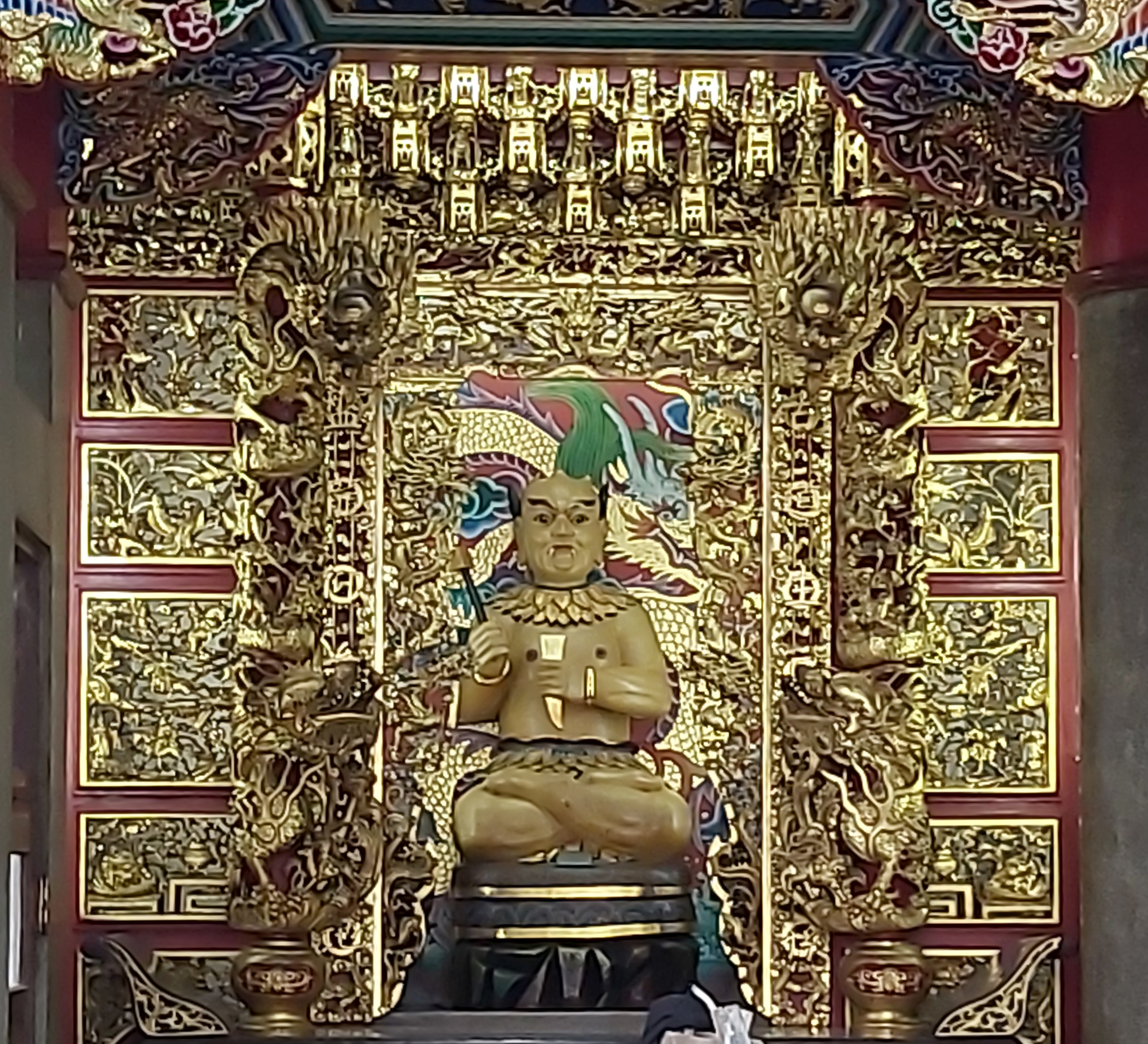
盤古

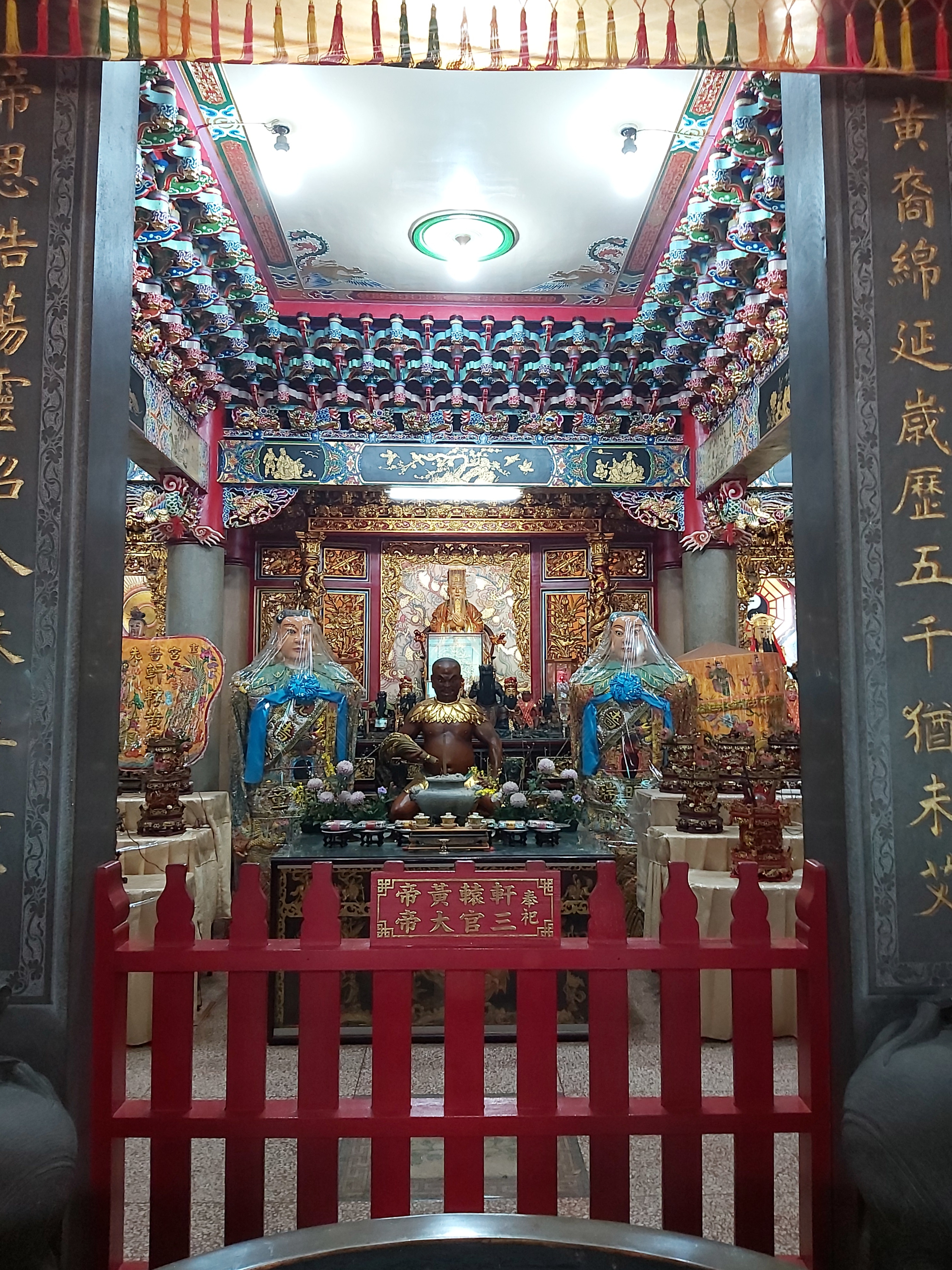
軒轅黃帝

三重與蘆洲的行政分界，是以先嗇宮與蘆洲湧蓮寺的祭祀圈來區分，此往事在陳萬富的回憶錄中也有提及。臺灣戰後時期之初，鷺洲鄉發展迅速，莊根藤、林溪巖、李炎、連清傳等地方仕紳於是提出蘆洲、三重分治案。當時的鄉長李乾財提議應把蘆洲加三重的總面積平分為二，亦即以今日的三重後竹圍街為分治鄉界，卻遭到三重籍的鄉民代表反對，提議以這兩廟祭祀圈來分。此建議在1947年4月1日由鄉代會通過。之後，兩寺此後即被稱為「兄弟廟」。
農曆四月二十五日的三重大拜拜，源自先嗇宮的四月廿六神農大帝生日，該廿五日及廿六日兩天，陣頭都會分區到三重繞境遊行，而三重民眾也在此時大宴賓客，過去曾有「一天吃掉一條橋」的說法。屬於其信仰圈的社子島堤外的溪洲底居民會在該日前往；堤內的社子、葫蘆堵則依附在大龍峒保安宮信仰圈。攝影師梁正居回憶當天，台北橋上人行為之途塞，從台北要去三重的人潮就如一長列行進的軍伍。當日一到，警方就管制台北橋，成為行人徒步區，中興橋則成為車輛轉進北市橋樑。在1955年報導時，說有些食客不願在橋上擁擠，就搭乘小船過淡水河，形容當時中、小船如「過江之鯽」。1972年閣揆蔣經國開始提倡十項革新，1973年三重市長鄭宗藝宣導「大拜拜，不浪費」，鋪張浪費的情況才逐漸改善。

## 外部連結
- 先嗇宮的Facebook專頁
- 官方网站
- 三重先嗇宮—文化部文化資產局（页面存档备份，存于）